# Arctic Race de Noruega 2018
La 6.ª edición de la Arctic Race de Noruega se celebró entre el 16 y el 19 de agosto de 2018 con inicio en la ciudad de Vadsø y final en la ciudad de Alta en Noruega. El recorrido constó de un total de 4 etapas sobre una distancia total de 718,5 km.
La carrera hizo parte del circuito UCI Europe Tour 2018, dentro de la categoría 2.HC, y fue ganada por el ruso Sergei Chernetski del Astana. Completaron el podio, como segundo y tercer clasificado respectivamente, el noruego Markus Hoelgaard del Joker Icopal y el estadounidense Colin Joyce del Rally.

## Equipos participantes
Tomarán la partida un total de 19 equipos, de los cuales 4 son de categoría UCI WorldTeam, 11 Profesional Continental y 4 Continental, quienes conformaron un pelotón de 113 ciclistas de los cuales terminaron 106. Los equipos participantes fueron:
| WorldTeams (4)- Astana - BMC Racing Team - Dimension Data - Katusha-Alpecin Equipos continentales profesionales (11)- Cofidis, Solutions Crédits - Delko-Marseille Provence-KTM - Direct Énergie - Fortuneo-Samsic - Holowesko-Citadel - Israel Cycling Academy - Rally Cycling - Sport Vlaanderen-Baloise - Vital Concept - WB-Aqua Protect-Veranclassic - Wanty-Groupe Gobert Equipos continentales (4)- Team Joker Icopal - Coop - Corendon-Circus - Uno-X Norwegian Development |
| |

## Recorrido
| Etapa     | Fecha     | Recorrido                | type                   | Distancia (km) | Ganador              | Líder                |
| --------- | --------- | ------------------------ | ---------------------- | -------------- | -------------------- | -------------------- |
| 1.ª etapa | 16 de ago | Vadsø – Kirkenes         | etapa llana            | 184            | Mathieu van der Poel | Mathieu van der Poel |
| 2.ª etapa | 17 de ago | Tana – Kjøllefjord       | etapa escarpada        | 195            | Colin Joyce          | Serguéi Chernetski   |
| 3.ª etapa | 18 de ago | Honningsvåg – Hammerfest | etapa escarpada        | 194            | Adam Ťoupalík        | Serguéi Chernetski   |
| 4.ª etapa | 19 de ago | Kvalsund – Alta          | etapa de media montaña | 145,5          | Mathieu van der Poel | Serguéi Chernetski   |

## Desarrollo de la carrera

### 1.ª etapa
| Vadsø - Kirkenes | etapa llana | (184 km) |

| \| Clasificación de la etapa \| Clasificación de la etapa \| Clasificación de la etapa \| Clasificación de la etapa \| Clasificación de la etapa \| \| Ciclista \| Ciclista \| Equipo \| Tiempo \| \| \| ------------------------- \| ------------------------- \| -------------------------- \| ------------------------- \| ------------------------- \| \| 1.º \| Mathieu van der Poel \| Corendon-Circus \| 3 h 50 min 19 s \| \| \| 2.º \| Serguéi Chernetski \| Astana \| + 0 s \| \| \| 3.º \| Benjamin Declercq \| Sport Vlaanderen-Baloise \| + 0 s \| \| \| 4.º \| Markus Hoelgaard \| Joker Icopal \| + 0 s \| \| \| 5.º \| Quentin Pacher \| Vital Concept \| + 0 s \| \| \| 6.º \| Alberto Bettiol \| BMC Racing Team \| + 0 s \| \| \| 7.º \| Guillaume Martin \| Wanty-Groupe Gobert \| + 0 s \| \| \| 8.º \| Kenneth Vanbilsen \| Cofidis, Solutions Crédits \| + 0 s \| \| \| 9.º \| Krister Hagen \| Team Coop \| + 5 s \| \| \| 10.º \| Colin Joyce \| Rally Cycling \| + 5 s \| \| |                      |                            |                 |
| |                      |                            |                 |
| Fuente: ProCyclingStats |                      |                            |                 |
| Clasificación de la etapa |                      |                            |                 |
| Ciclista | Ciclista             | Equipo                     | Tiempo          |
| 1.º | Mathieu van der Poel | Corendon-Circus            | 3 h 50 min 19 s |
| 2.º | Serguéi Chernetski   | Astana                     | + 0 s           |
| 3.º | Benjamin Declercq    | Sport Vlaanderen-Baloise   | + 0 s           |
| 4.º | Markus Hoelgaard     | Joker Icopal               | + 0 s           |
| 5.º | Quentin Pacher       | Vital Concept              | + 0 s           |
| 6.º | Alberto Bettiol      | BMC Racing Team            | + 0 s           |
| 7.º | Guillaume Martin     | Wanty-Groupe Gobert        | + 0 s           |
| 8.º | Kenneth Vanbilsen    | Cofidis, Solutions Crédits | + 0 s           |
| 9.º | Krister Hagen        | Team Coop                  | + 5 s           |
| 10.º | Colin Joyce          | Rally Cycling              | + 5 s           |

| \| Clasificación general \| Clasificación general \| Clasificación general \| Clasificación general \| Clasificación general \| \| Ciclista \| Ciclista \| Equipo \| Tiempo \| \| \| --------------------- \| --------------------- \| -------------------------- \| --------------------- \| --------------------- \| \| 1.º \| Mathieu van der Poel \| Corendon-Circus \| 3 h 50 min 09 s \| \| \| 2.º \| Serguéi Chernetski \| Astana \| + 4 s \| \| \| 3.º \| Benjamin Declercq \| Sport Vlaanderen-Baloise \| + 6 s \| \| \| 4.º \| Alberto Bettiol \| BMC Racing Team \| + 9 s \| \| \| 5.º \| Markus Hoelgaard \| Joker Icopal \| + 10 s \| \| \| 6.º \| Quentin Pacher \| Vital Concept \| + 10 s \| \| \| 7.º \| Guillaume Martin \| Wanty-Groupe Gobert \| + 10 s \| \| \| 8.º \| Kenneth Vanbilsen \| Cofidis, Solutions Crédits \| + 10 s \| \| \| 9.º \| Krister Hagen \| Team Coop \| + 15 s \| \| \| 10.º \| Colin Joyce \| Rally Cycling \| + 15 s \| \| |                      |                            |                 |
| |                      |                            |                 |
| Fuente: ProCyclingStats |                      |                            |                 |
| Clasificación general |                      |                            |                 |
| Ciclista | Ciclista             | Equipo                     | Tiempo          |
| 1.º | Mathieu van der Poel | Corendon-Circus            | 3 h 50 min 09 s |
| 2.º | Serguéi Chernetski   | Astana                     | + 4 s           |
| 3.º | Benjamin Declercq    | Sport Vlaanderen-Baloise   | + 6 s           |
| 4.º | Alberto Bettiol      | BMC Racing Team            | + 9 s           |
| 5.º | Markus Hoelgaard     | Joker Icopal               | + 10 s          |
| 6.º | Quentin Pacher       | Vital Concept              | + 10 s          |
| 7.º | Guillaume Martin     | Wanty-Groupe Gobert        | + 10 s          |
| 8.º | Kenneth Vanbilsen    | Cofidis, Solutions Crédits | + 10 s          |
| 9.º | Krister Hagen        | Team Coop                  | + 15 s          |
| 10.º | Colin Joyce          | Rally Cycling              | + 15 s          |

### 2.ª etapa
| Tana - Kjøllefjord | etapa escarpada | (195 km) |

| \| Clasificación de la etapa \| Clasificación de la etapa \| Clasificación de la etapa \| Clasificación de la etapa \| Clasificación de la etapa \| \| Ciclista \| Ciclista \| Equipo \| Tiempo \| \| \| ------------------------- \| ------------------------- \| ------------------------- \| ------------------------- \| ------------------------- \| \| 1.º \| Colin Joyce \| Rally Cycling \| 4 h 20 min 24 s \| \| \| 2.º \| Dennis van Winden \| Israel Cycling Academy \| + 0 s \| \| \| 3.º \| Markus Hoelgaard \| Joker Icopal \| + 0 s \| \| \| 4.º \| Danilo Wyss \| BMC Racing Team \| + 0 s \| \| \| 5.º \| Serguéi Chernetski \| Astana \| + 0 s \| \| \| 6.º \| Laurent Pichon \| Fortuneo-Samsic \| + 0 s \| \| \| 7.º \| Carl Fredrik Hagen \| Joker Icopal \| + 0 s \| \| \| 8.º \| Steff Cras \| Katusha-Alpecin \| + 0 s \| \| \| 9.º \| Jakob Fuglsang \| Astana \| + 0 s \| \| \| 10.º \| Nicolas Roche \| BMC Racing Team \| + 0 s \| \| |                    |                        |                 |
| |                    |                        |                 |
| Fuente: ProCyclingStats |                    |                        |                 |
| Clasificación de la etapa |                    |                        |                 |
| Ciclista | Ciclista           | Equipo                 | Tiempo          |
| 1.º | Colin Joyce        | Rally Cycling          | 4 h 20 min 24 s |
| 2.º | Dennis van Winden  | Israel Cycling Academy | + 0 s           |
| 3.º | Markus Hoelgaard   | Joker Icopal           | + 0 s           |
| 4.º | Danilo Wyss        | BMC Racing Team        | + 0 s           |
| 5.º | Serguéi Chernetski | Astana                 | + 0 s           |
| 6.º | Laurent Pichon     | Fortuneo-Samsic        | + 0 s           |
| 7.º | Carl Fredrik Hagen | Joker Icopal           | + 0 s           |
| 8.º | Steff Cras         | Katusha-Alpecin        | + 0 s           |
| 9.º | Jakob Fuglsang     | Astana                 | + 0 s           |
| 10.º | Nicolas Roche      | BMC Racing Team        | + 0 s           |

| \| Clasificación general \| Clasificación general \| Clasificación general \| Clasificación general \| Clasificación general \| \| Ciclista \| Ciclista \| Equipo \| Tiempo \| \| \| --------------------- \| --------------------- \| ---------------------- \| --------------------- \| --------------------- \| \| 1.º \| Serguéi Chernetski \| Astana \| 8 h 10 min 34 s \| \| \| 2.º \| Markus Hoelgaard \| Joker Icopal \| + 3 s \| \| \| 3.º \| Colin Joyce \| Rally Cycling \| + 4 s \| \| \| 4.º \| Danilo Wyss \| BMC Racing Team \| + 19 s \| \| \| 5.º \| Alberto Bettiol \| BMC Racing Team \| + 23 s \| \| \| 6.º \| Dennis van Winden \| Israel Cycling Academy \| + 32 s \| \| \| 7.º \| Nicolas Roche \| BMC Racing Team \| + 33 s \| \| \| 8.º \| Laurent Pichon \| Fortuneo-Samsic \| + 34 s \| \| \| 9.º \| Jakob Fuglsang \| Astana \| + 34 s \| \| \| 10.º \| Carl Fredrik Hagen \| Joker Icopal \| + 34 s \| \| |                    |                        |                 |
| |                    |                        |                 |
| Fuente: ProCyclingStats |                    |                        |                 |
| Clasificación general |                    |                        |                 |
| Ciclista | Ciclista           | Equipo                 | Tiempo          |
| 1.º | Serguéi Chernetski | Astana                 | 8 h 10 min 34 s |
| 2.º | Markus Hoelgaard   | Joker Icopal           | + 3 s           |
| 3.º | Colin Joyce        | Rally Cycling          | + 4 s           |
| 4.º | Danilo Wyss        | BMC Racing Team        | + 19 s          |
| 5.º | Alberto Bettiol    | BMC Racing Team        | + 23 s          |
| 6.º | Dennis van Winden  | Israel Cycling Academy | + 32 s          |
| 7.º | Nicolas Roche      | BMC Racing Team        | + 33 s          |
| 8.º | Laurent Pichon     | Fortuneo-Samsic        | + 34 s          |
| 9.º | Jakob Fuglsang     | Astana                 | + 34 s          |
| 10.º | Carl Fredrik Hagen | Joker Icopal           | + 34 s          |

### 3.ª etapa
| Honningsvåg - Hammerfest | etapa escarpada | (194 km) |

| \| Clasificación de la etapa \| Clasificación de la etapa \| Clasificación de la etapa \| Clasificación de la etapa \| Clasificación de la etapa \| \| Ciclista \| Ciclista \| Equipo \| Tiempo \| \| \| ------------------------- \| ------------------------- \| ------------------------- \| ------------------------- \| ------------------------- \| \| 1.º \| Adam Ťoupalík \| Corendon-Circus \| 4 h 24 min 08 s \| \| \| 2.º \| Mathieu van der Poel \| Corendon-Circus \| + 2 s \| \| \| 3.º \| Serguéi Chernetski \| Astana \| + 2 s \| \| \| 4.º \| Quentin Pacher \| Vital Concept \| + 2 s \| \| \| 5.º \| Odd Christian Eiking \| Wanty-Groupe Gobert \| + 2 s \| \| \| 6.º \| Markus Hoelgaard \| Joker Icopal \| + 2 s \| \| \| 7.º \| Colin Joyce \| Rally Cycling \| + 2 s \| \| \| 8.º \| Benjamin Declercq \| Sport Vlaanderen-Baloise \| + 2 s \| \| \| 9.º \| Kevin Deltombe \| Sport Vlaanderen-Baloise \| + 2 s \| \| \| 10.º \| Nicolai Brøchner \| Holowesko Citadel \| + 2 s \| \| |                      |                          |                 |
| |                      |                          |                 |
| Fuente: ProCyclingStats |                      |                          |                 |
| Clasificación de la etapa |                      |                          |                 |
| Ciclista | Ciclista             | Equipo                   | Tiempo          |
| 1.º | Adam Ťoupalík        | Corendon-Circus          | 4 h 24 min 08 s |
| 2.º | Mathieu van der Poel | Corendon-Circus          | + 2 s           |
| 3.º | Serguéi Chernetski   | Astana                   | + 2 s           |
| 4.º | Quentin Pacher       | Vital Concept            | + 2 s           |
| 5.º | Odd Christian Eiking | Wanty-Groupe Gobert      | + 2 s           |
| 6.º | Markus Hoelgaard     | Joker Icopal             | + 2 s           |
| 7.º | Colin Joyce          | Rally Cycling            | + 2 s           |
| 8.º | Benjamin Declercq    | Sport Vlaanderen-Baloise | + 2 s           |
| 9.º | Kevin Deltombe       | Sport Vlaanderen-Baloise | + 2 s           |
| 10.º | Nicolai Brøchner     | Holowesko Citadel        | + 2 s           |

| \| Clasificación general \| Clasificación general \| Clasificación general \| Clasificación general \| Clasificación general \| \| Ciclista \| Ciclista \| Equipo \| Tiempo \| \| \| --------------------- \| --------------------- \| ---------------------- \| --------------------- \| --------------------- \| \| 1.º \| Serguéi Chernetski \| Astana \| 12 h 34 min 40 s \| \| \| 2.º \| Markus Hoelgaard \| Joker Icopal \| + 7 s \| \| \| 3.º \| Colin Joyce \| Rally Cycling \| + 8 s \| \| \| 4.º \| Danilo Wyss \| BMC Racing Team \| + 23 s \| \| \| 5.º \| Nicolas Roche \| BMC Racing Team \| + 37 s \| \| \| 6.º \| Laurent Pichon \| Fortuneo-Samsic \| + 38 s \| \| \| 7.º \| Carl Fredrik Hagen \| Joker Icopal \| + 38 s \| \| \| 8.º \| Steff Cras \| Katusha-Alpecin \| + 38 s \| \| \| 9.º \| Dennis van Winden \| Israel Cycling Academy \| + 52 s \| \| \| 10.º \| Michael Schär \| BMC Racing Team \| + 53 s \| \| |                    |                        |                  |
| |                    |                        |                  |
| Fuente: ProCyclingStats |                    |                        |                  |
| Clasificación general |                    |                        |                  |
| Ciclista | Ciclista           | Equipo                 | Tiempo           |
| 1.º | Serguéi Chernetski | Astana                 | 12 h 34 min 40 s |
| 2.º | Markus Hoelgaard   | Joker Icopal           | + 7 s            |
| 3.º | Colin Joyce        | Rally Cycling          | + 8 s            |
| 4.º | Danilo Wyss        | BMC Racing Team        | + 23 s           |
| 5.º | Nicolas Roche      | BMC Racing Team        | + 37 s           |
| 6.º | Laurent Pichon     | Fortuneo-Samsic        | + 38 s           |
| 7.º | Carl Fredrik Hagen | Joker Icopal           | + 38 s           |
| 8.º | Steff Cras         | Katusha-Alpecin        | + 38 s           |
| 9.º | Dennis van Winden  | Israel Cycling Academy | + 52 s           |
| 10.º | Michael Schär      | BMC Racing Team        | + 53 s           |

### 4.ª etapa
| Kvalsund - Alta | etapa de media montaña | (145,5 km) |

| \| Clasificación de la etapa \| Clasificación de la etapa \| Clasificación de la etapa \| Clasificación de la etapa \| Clasificación de la etapa \| \| Ciclista \| Ciclista \| Equipo \| Tiempo \| \| \| ------------------------- \| ------------------------- \| -------------------------- \| ------------------------- \| ------------------------- \| \| 1.º \| Mathieu van der Poel \| Corendon-Circus \| 3 h 21 min 02 s \| \| \| 2.º \| Sondre Enger \| Israel Cycling Academy \| + 0 s \| \| \| 3.º \| Quentin Pacher \| Vital Concept \| + 0 s \| \| \| 4.º \| Loic Chetout \| Cofidis, Solutions Crédits \| + 0 s \| \| \| 5.º \| Benjamin Declercq \| Sport Vlaanderen-Baloise \| + 0 s \| \| \| 6.º \| Laurent Pichon \| Fortuneo-Samsic \| + 0 s \| \| \| 7.º \| Odd Christian Eiking \| Wanty-Groupe Gobert \| + 0 s \| \| \| 8.º \| Serguéi Chernetski \| Astana \| + 0 s \| \| \| 9.º \| Nicolai Brøchner \| Holowesko Citadel \| + 0 s \| \| \| 10.º \| Nicolas Roche \| BMC Racing Team \| + 0 s \| \| |                      |                            |                 |
| |                      |                            |                 |
| Fuente: ProCyclingStats |                      |                            |                 |
| Clasificación de la etapa |                      |                            |                 |
| Ciclista | Ciclista             | Equipo                     | Tiempo          |
| 1.º | Mathieu van der Poel | Corendon-Circus            | 3 h 21 min 02 s |
| 2.º | Sondre Enger         | Israel Cycling Academy     | + 0 s           |
| 3.º | Quentin Pacher       | Vital Concept              | + 0 s           |
| 4.º | Loic Chetout         | Cofidis, Solutions Crédits | + 0 s           |
| 5.º | Benjamin Declercq    | Sport Vlaanderen-Baloise   | + 0 s           |
| 6.º | Laurent Pichon       | Fortuneo-Samsic            | + 0 s           |
| 7.º | Odd Christian Eiking | Wanty-Groupe Gobert        | + 0 s           |
| 8.º | Serguéi Chernetski   | Astana                     | + 0 s           |
| 9.º | Nicolai Brøchner     | Holowesko Citadel          | + 0 s           |
| 10.º | Nicolas Roche        | BMC Racing Team            | + 0 s           |

## Clasificaciones finales
Las clasificaciones finalizaron de la siguiente forma:

### Clasificación general
| \| Clasificación general \| Clasificación general \| Clasificación general \| Clasificación general \| Clasificación general \| \| Ciclista \| Ciclista \| Equipo \| Tiempo \| \| \| --------------------- \| --------------------- \| ---------------------- \| --------------------- \| --------------------- \| \| 1.º \| Serguéi Chernetski \| Astana \| 15 h 55 min 42 s \| \| \| 2.º \| Markus Hoelgaard \| Joker Icopal \| + 11 s \| \| \| 3.º \| Colin Joyce \| Rally Cycling \| + 12 s \| \| \| 4.º \| Danilo Wyss \| BMC Racing Team \| + 27 s \| \| \| 5.º \| Nicolas Roche \| BMC Racing Team \| + 37 s \| \| \| 6.º \| Laurent Pichon \| Fortuneo-Samsic \| + 38 s \| \| \| 7.º \| Steff Cras \| Katusha-Alpecin \| + 42 s \| \| \| 8.º \| Carl Fredrik Hagen \| Joker Icopal \| + 42 s \| \| \| 9.º \| Dmitri Strajov \| Katusha-Alpecin \| + 56 s \| \| \| 10.º \| Dennis van Winden \| Israel Cycling Academy \| + 56 s \| \| |                    |                        |                  |
| |                    |                        |                  |
| Fuente: ProCyclingStats |                    |                        |                  |
| Clasificación general |                    |                        |                  |
| Ciclista | Ciclista           | Equipo                 | Tiempo           |
| 1.º | Serguéi Chernetski | Astana                 | 15 h 55 min 42 s |
| 2.º | Markus Hoelgaard   | Joker Icopal           | + 11 s           |
| 3.º | Colin Joyce        | Rally Cycling          | + 12 s           |
| 4.º | Danilo Wyss        | BMC Racing Team        | + 27 s           |
| 5.º | Nicolas Roche      | BMC Racing Team        | + 37 s           |
| 6.º | Laurent Pichon     | Fortuneo-Samsic        | + 38 s           |
| 7.º | Steff Cras         | Katusha-Alpecin        | + 42 s           |
| 8.º | Carl Fredrik Hagen | Joker Icopal           | + 42 s           |
| 9.º | Dmitri Strajov     | Katusha-Alpecin        | + 56 s           |
| 10.º | Dennis van Winden  | Israel Cycling Academy | + 56 s           |

### Clasificación por puntos
| Clasificación por puntos | Clasificación por puntos | Clasificación por puntos | Clasificación por puntos | Clasificación por puntos |
| Ciclista                 | Ciclista                 | Equipo                   | Puntos                   |                          |
| ------------------------ | ------------------------ | ------------------------ | ------------------------ | ------------------------ |
| 1.º                      | Mathieu van der Poel     | Corendon-Circus          | 43 pts                   |                          |
| 2.º                      | Serguéi Chernetski       | Astana                   | 33 pts                   |                          |
| 3.º                      | Markus Hoelgaard         | Joker Icopal             | 23 pts                   |                          |
| 4.º                      | Quentin Pacher           | Vital Concept            | 22 pts                   |                          |
| 5.º                      | Colin Joyce              | Rally Cycling            | 20 pts                   |                          |
| 6.º                      | Adam Ťoupalík            | Corendon-Circus          | 18 pts                   |                          |
| 7.º                      | Benjamin Declercq        | Sport Vlaanderen-Baloise | 18 pts                   |                          |
| 8.º                      | Dennis van Winden        | Israel Cycling Academy   | 13 pts                   |                          |
| 9.º                      | Sondre Enger             | Israel Cycling Academy   | 12 pts                   |                          |
| 10.º                     | Laurent Pichon           | Fortuneo-Samsic          | 10 pts                   |                          |

### Clasificación de la montaña
| Clasificación de la montaña | Clasificación de la montaña | Clasificación de la montaña  | Clasificación de la montaña | Clasificación de la montaña |
| Ciclista                    | Ciclista                    | Equipo                       | Puntos                      |                             |
| --------------------------- | --------------------------- | ---------------------------- | --------------------------- | --------------------------- |
| 1.º                         | Sindre Skjøstad Lunke       | Fortuneo-Samsic              | 18 pts                      |                             |
| 2.º                         | Øivind Lukkedal             | Team Coop                    | 9 pts                       |                             |
| 3.º                         | Dennis van Winden           | Israel Cycling Academy       | 8 pts                       |                             |
| 4.º                         | Anders Skaarseth            | Cofidis, Solutions Crédits   | 6 pts                       |                             |
| 5.º                         | Sébastien Delfosse          | WB-Aqua Protect-Veranclassic | 6 pts                       |                             |
| 6.º                         | Jakob Fuglsang              | Astana                       | 5 pts                       |                             |
| 7.º                         | Matteo Fabbro               | Katusha-Alpecin              | 5 pts                       |                             |
| 8.º                         | Tiago Machado               | Katusha-Alpecin              | 5 pts                       |                             |
| 9.º                         | Kristoffer Skjerping        | Joker Icopal                 | 5 pts                       |                             |
| 10.º                        | Krister Hagen               | Team Coop                    | 3 pts                       |                             |

### Clasificación de los jóvenes
| Clasificación del mejor joven | Clasificación del mejor joven | Clasificación del mejor joven | Clasificación del mejor joven | Clasificación del mejor joven |
| Ciclista                      | Ciclista                      | Equipo                        | Tiempo                        |                               |
| ----------------------------- | ----------------------------- | ----------------------------- | ----------------------------- | ----------------------------- |
| 1.º                           | Markus Hoelgaard              | Joker Icopal                  | 15 h 55 min 53 s              |                               |
| 2.º                           | Colin Joyce                   | Rally Cycling                 | + 1 s                         |                               |
| 3.º                           | Steff Cras                    | Katusha-Alpecin               | + 31 s                        |                               |
| 4.º                           | Dmitri Strajov                | Katusha-Alpecin               | + 45 s                        |                               |
| 5.º                           | Mathieu van der Poel          | Corendon-Circus               | + 48 s                        |                               |
| 6.º                           | Benjamin Declercq             | Sport Vlaanderen-Baloise      | + 1 min 11 s                  |                               |
| 7.º                           | Guillaume Martin              | Wanty-Groupe Gobert           | + 1 min 35 s                  |                               |
| 8.º                           | Erik Nordsæter Resell         | Uno-X Norwegian Development   | + 2 min 00 s                  |                               |
| 9.º                           | Nicolai Brøchner              | Holowesko Citadel             | + 2 min 32 s                  |                               |
| 10.º                          | Clément Russo                 | Fortuneo-Samsic               | + 3 min 34 s                  |                               |

### Clasificación por equipos
| Clasificación por equipos | Clasificación por equipos | Clasificación por equipos | Clasificación por equipos |
| Equipo                    | Equipo                    | Tiempo                    |                           |
| ------------------------- | ------------------------- | ------------------------- | ------------------------- |
| 1.º                       | BMC Racing Team           | 47 h 48 min 38 s          |                           |
| 2.º                       | Team Joker Icopal         | + 1 min 33 s              |                           |
| 3.º                       | Katusha-Alpecin           | + 2 min 01 s              |                           |
| 4.º                       | Astana                    | + 3 min 11 s              |                           |
| 5.º                       | Fortuneo-Samsic           | + 4 min 40 s              |                           |
| 6.º                       | Sport Vlaanderen-Baloise  | + 6 min 58 s              |                           |
| 7.º                       | Rally Cycling             | + 7 min 27 s              |                           |
| 8.º                       | Direct Énergie            | + 9 min 45 s              |                           |
| 9.º                       | Dimension Data            | + 12 min 17 s             |                           |
| 10.º                      | Israel Cycling Academy    | + 12 min 40 s             |                           |

## Evolución de las clasificaciones
| Etapa                   | Vencedor                | Clasificación general | Clasificación por puntos | Clasificación de la montaña | Clasificación de los jóvenes | Clasificación por equipos |
| ----------------------- | ----------------------- | --------------------- | ------------------------ | --------------------------- | ---------------------------- | ------------------------- |
| 1.ª                     | Mathieu van der Poel    | Mathieu van der Poel  | Mathieu van der Poel     | Anders Skaarseth            | Mathieu van der Poel         | BMC Racing                |
| 2.ª                     | Colin Joyce             | Sergei Chernetski     | Sergei Chernetski        | Sindre Skjøstad Lunke       | Colin Joyce                  | BMC Racing                |
| 3.ª                     | Adam Ťoupalík           | Sergei Chernetski     | Sergei Chernetski        | Sindre Skjøstad Lunke       | Markus Hoelgaard             | BMC Racing                |
| 4.ª                     | Mathieu van der Poel    | Sergei Chernetski     | Mathieu van der Poel     | Sindre Skjøstad Lunke       | Markus Hoelgaard             | BMC Racing                |
| Clasificaciones finales | Clasificaciones finales | Sergei Chernetski     | Mathieu van der Poel     | Sindre Skjøstad Lunke       | Markus Hoelgaard             | BMC Racing                |

## UCI World Ranking
La Arctic Race de Noruega otorga puntos para el UCI Europe Tour 2018 y el UCI World Ranking, este último para corredores de los equipos en las categorías UCI WorldTeam, Profesional Continental y Equipos Continentales. Las siguientes tablas muestran el baremo de puntuación y los 10 corredores que obtuvieron más puntos:
| Posición              | 1.º | 2.º | 3.º | 4.º | 5.º | 6.º | 7.º | 8.º | 9.º | 10.º | 11.º | 12.º | 13.º | 14.º | 15.º | 16.º-30.º | 31.º-40.º |
| Clasificación general | 200 | 150 | 125 | 100 | 85  | 70  | 60  | 50  | 40  | 35   | 30   | 25   | 20   | 15   | 10   | 5         | 3         |
| Por etapa             | 20  | 10  | 5   |     |     |     |     |     |     |      |      |      |      |      |      |           |           |
| Líder                 | 5   |     |     |     |     |     |     |     |     |      |      |      |      |      |      |           |           |

| Clasificación | Clasificación        | Clasificación          | Clasificación | Clasificación | Clasificación | Clasificación |
| Posición      | Ciclista             | Equipo                 | General       | Etapa         | Líder         | Total         |
| ------------- | -------------------- | ---------------------- | ------------- | ------------- | ------------- | ------------- |
| 1.º           | Sergei Chernetski    | Astana                 | 200           | 15            | 10            | 225           |
| 2.º           | Markus Hoelgaard     | Joker Icopal           | 150           | 5             | -             | 155           |
| 3.º           | Colin Joyce          | Rally                  | 125           | 20            | -             | 145           |
| 4.º           | Danilo Wyss          | BMC Racing             | 100           | -             | -             | 100           |
| 5.º           | Nicolas Roche        | BMC Racing             | 85            | -             | -             | 85            |
| 6.º           | Mathieu van der Poel | Corendon-Circus        | 25            | 50            | 5             | 80            |
| 7.º           | Laurent Pichon       | Fortuneo-Samsic        | 70            | -             | -             | 70            |
| 8.º           | Steff Cras           | Katusha-Alpecin        | 60            | -             | -             | 60            |
| 9.º           | Carl Fredrik Hagen   | Joker Icopal           | 50            | -             | -             | 50            |
| 10.º          | Dennis van Winden    | Israel Cycling Academy | 35            | 10            | -             | 45            |